# Burnhaupt-le-Haut
Burnhaupt-le-Haut je občina v departmaju Haut-Rhin francoske regije Alzacija.
Leta 2008 je v občini živelo 1.597 oseb oz. 128 oseb/km².